# Служба государственной безопасности Республики Узбекистан
Слу́жба госуда́рственной безопа́сности Респу́блики Узбекиста́н (узб. Oʻzbekiston Respublikasi Davlat xavfsizlik xizmati) — действующий орган исполнительной власти и специально уполномоченный государственный орган Республики Узбекистан, спецслужба, осуществляющая в пределах своих полномочий специальными средствами, формами и методами решение задач по обеспечению государственной и национальной безопасности Республики Узбекистан. Главой СГБ является председатель, а сам орган напрямую подчиняется президенту Республики Узбекистан.
Наделена правом ведения предварительного следствия и дознания, оперативно-розыскной и разведывательной и контрразведывательной деятельности. Предусмотрена военная, правоохранительная и гражданская служба. Относится к государственным военизированным организациям, которые имеют право приобретать боевое, ручное, стрелковое и иное оружие.
Образован 14 марта 2018 года вместо Службы национальной безопасности Республики Узбекистан (СНБ РУз) (преемницы КГБ УзССР), которая была преобразована в СГБ из-за полной дискредитации имиджа структуры и её сотрудников в глазах рядовых граждан и международного сообщества.

## История
14 марта 2018 года вышел указ президента Узбекистана Шавката Мирзиёева «О мерах по совершенствованию системы государственной безопасности Республики Узбекистан», согласно которому Служба национальной безопасности Республики Узбекистан была преобразована в Службу государственной безопасности Республики Узбекистан, и СГБ признана преемницей СНБ.
В марте 2018 года началась разработка закона «О Службе государственной безопасности Республики Узбекистан». 15 марта закон был принят Законодательной палатой Олий Мажлиса Республики Узбекистан, 29 марта одобрен Сенатом Олий Мажлиса Республики Узбекистан и передан для подписания к президенту. 5 апреля 2018 года президент Узбекистана Шавкат Мирзиёев подписал Закон Республики Узбекистан «О Службе государственной безопасности Республики Узбекистан».

#### Символика СГБ Республики Узбекистан
К вышеуказанному указу были прикреплены два приложения, где описываются эмблема и флаг новой структуры. Согласно этим приложениям, флаг СГБ Узбекистан представляет собой прямоугольное полотнище тёмно-синего цвета, который символизирует постоянство, мужество, преданность, самоотверженность и храбрость. В центре флага изображена эмблема СГБ. Сама эмблема СГБ Узбекистана представляет собой серебристый круг с кольцевой полосой по краю тёмно-синего цвета. На кольцевой полосе сверху имеется надпись белыми прямыми литерами узбекского латинского алфавита «O’ZBEKISTON RESPUBLIKASI», и снизу «DAVLAT XAVFSIZLIK XIZMATI». Надписи разделены между собой двумя восьмиконечными звёздами, символизирующими знак утверждения. В центре круга изображён треугольный, вытянутый к низу щит с вырезанными верхними углами, символизирующий защиту государства и общества от внешних и внутренних угроз. Поле щита серебряного цвета. В центре щита изображён Государственный герб Республики Узбекистан. От герба Узбекистана до каемки щита растянуты прямые линии, символизирующие лучи солнца. В двух вырезанных верхних и нижнем углах щита изображены три кольца, символизирующие охрану интересов личности, общества и государства. За щитом — меч серебристого цвета, вертикально установленный по оси симметрии острием вниз. Меч символизирует силу, честь, справедливость, отвагу и бдительность. Рукоять меча состоит из семи ободков, символизирующих основные принципы деятельности Службы государственной безопасности Республики Узбекистан. За щитом и мечом изображён симметрично развевающийся в стороны Государственный флаг Республики Узбекистан. Расположение флага Узбекистана за щитом и мечом символизирует защищенность конституционного строя, суверенитета, территориальной целостности и государственных интересов от внешних и внутренних угроз.

#### Профессиональный праздник СГБ
2 октября 2018 года президент Узбекистана Шавкат Мирзиёев подписал закон, согласно которому 5 апреля было установлено официальным днём Службы государственной безопасности Узбекистана.
14 сентября 2021 года Шавкат Мирзиёев подписал новый закон, в соответствии с которым был учрежден День сотрудников органов Службы государственной безопасности Республики Узбекистан, отмечаемый 26 сентября. Ранее установленная дата — 5 апреля — была упразднена.
Выбор новой даты связан с фактом, что 26 сентября 1991 года была создана Служба национальной безопасности Республики Узбекистан, преемницей которой является СГБ. В сообщении Сената, посвящённом обсуждению соответствующего законопроекта, отмечалось, что «празднование 5 апреля в качестве Дня Службы государственной безопасности (30-летия службы) вызывает противоречия при учёте деятельности органов государственной безопасности». Принятие же нового закона «позволит повысить морально-психологический настрой сотрудников Службы государственной безопасности, ещё больше усилить чувство гордости за службу, сохранить традиции „устоз — шогирд“ среди поколений, проявить уважение и почёт к ветеранам службы, а также укрепить имидж органов государственной безопасности среди зарубежных партнёров».

## Деятельность
Служба государственной безопасности Республики Узбекистан реализует единую государственную политику в области обеспечения государственной безопасности и в пределах своих полномочий осуществляет деятельность по следующим основным направлениям:
- обеспечение государственной безопасности и защиты государственных интересов от внешних и внутренних угроз, укрепление законности и верховенства закона, предупреждение, выявление и пресечение правонарушений в данной сфере;
- осуществление разведывательной и контрразведывательной деятельности по предупреждению, выявлению и пресечению посягательств на конституционный строй, суверенитет и территориальную целостность Узбекистана;
- охрана и защита государственной границы Республики Узбекистан;
- ограждение Вооружённых сил Республики Узбекистан и оборонно-промышленного комплекса от вызовов, рисков и угроз государственной безопасности, участие в реализации стратегических инициатив по укреплению обороноспособности страны;
- борьба с терроризмом, экстремизмом, организованной преступностью, незаконным оборотом оружия, наркотических средств и психотропных веществ;
- предупреждение, выявление и пресечение деструктивной деятельности, направленной на пропаганду национальной, этнической и религиозной вражды, представляющей угрозу государственным интересам и безопасности;
- обеспечение государственной безопасности в экономической, научно-технической, социальной и информационной сферах, защита культурно-исторического и богатого духовного наследия народа;
- противодействие проявлениям коррупции в государственных органах и иных организациях, представляющим угрозу государственным интересам и безопасности;
- обеспечение государственной безопасности в сфере телекоммуникаций и транспорта, предупреждение, выявление и пресечение предпосылок к чрезвычайным ситуациям;
- осуществление оперативно-розыскной деятельности, проведение доследственной проверки и предварительного следствия по делам о преступлениях, расследование которых отнесено к полномочиям СГБ;
- контроль за обеспечением сохранности государственных секретов, безопасности специальной связи и организацией криптографической защиты информации в государственных органах и иных организациях;
- выявление и устранение причин и условий, способствующих совершению правонарушений, представляющих угрозу государственным интересам и безопасности;
- совершенствование и поддержание состояния боевой и мобилизационной готовности СГБ, подготовка сил и средств к действиям при возникновении чрезвычайных ситуаций и введении военного положения.

## Председатель СГБ Республики Узбекистан
Согласно статьям 80 и 93 Конституции Республики Узбекистана, председатель СГБ назначается на должность и освобождается от должности президентом Республики Узбекистан. Указы президента о назначении и освобождении от должности председателя СГБ утверждаются Сенатом Олий Мажлиса Республики Узбекистан. Председатель Службы государственной безопасности при осуществлении своей деятельности подчиняется непосредственно президенту Республики Узбекистан.
С 11 февраля 2019 года председателем является генерал-лейтенант Азизов, Абдусалом Абдумавлонович, который является вторым в истории главой СГБ. Первым в истории председателем СГБ с 31 января 2018 года (как глава СНБ) по 11 февраля 2019 года являлся генерал-лейтенант Ихтиёр Абдуллаев.

## Скандалы, критика и оценки

### Расследования «Лаборатории Касперского»
В октябре 2019 года СГБ Узбекистана оказалась в центре скандала из-за обнаружения «Лабораторией Касперского» киберпреступную группировку SandCat (действует с 2008 года), предположительно связанную со Службой государственной безопасности Республики Узбекистан. По их данным, SandCat использует уязвимости нулевого дня в операционной системе Windows для получения несанкционированного доступа к сети или устройству. Для этого группировка приобретала специальные эксплойты. Исследователи лаборатории обнаружили косвенные и вероятные отсылки к СГБ Узбекистана благодаря некоторым ошибкам, допущенным участниками группировки. В частности, исследователи обнаружили ряд эксплойтов, используемых SandCat, а также вредоносное ПО, находящееся в процессе разработки. Одной из улик и непростительных со стороны криптографии практик группировки включала использование названия военного подразделения, связанного с СГБ Узбекистана для регистрации домена, задействованного в многочисленных атаках. Одной из неожиданных и забавных открытий исследователей «Лаборатории Касперского» стало то, что участники SandCat устанавливали на компьютеры, где разрабатывались новые вредоносные программы, антивирус производства «Лаборатории Касперского», что позволило исследователям и экспертам лаборатории обнаружить вредоносный код на стадии его создания. По словами исследователей, ещё одну грубую ошибку группировка допустила, встроив скриншот с одного из компьютеров в тестовый файл, тем самым раскрыв крупную платформу для атак, которая ещё находилась в разработке. Благодаря всем этим недочетам и ошибкам, специалистам лаборатории удалось выявить четыре эксплойта для уязвимостей нулевого дня, приобретённых SandCat у сторонних брокеров. С тех же компьютеров SandCat загружала образцы вредоносных программ для проверки на прочность на VirusTotal. В ходе проведённого исследования специалисты выявили, что IP-адреса машин, используемых для тестирования вредоносного ПО связаны с доменом itt.uz, зарегистрированным на военную часть № 02616 из Ташкента. Указывается, что эксперты лаборатории впервые выявили следы подозрительной активности SandCat ещё в 2018 году, но тогда у них не было никаких оснований и доказательств предполагать связь группировки с узбекистанской спецслужбой. В своих операциях группировка применяла вредоносную программу под названием Chainshot, которая вместе с такими же эксплойтами также была обнаружена у группировок из Саудовской Аравии и ОАЭ. Доказать точное применение со стороны SandCat вредоноса Chainshot помогла другая использованная инфраструктура в отличие от арабских группировок. По предположениям экспертов, SandCat приобретала дорогостоящие эксплойты для атак у двух компаний из Израиля, которые по неизвестным причинам прекратили поставлять их группировке SandCat в 2018 году, из-за чего узбекская хакерская группировка занялась разработкой собственного вредоносного ПО. Одна из атак была связана с доменом зарегистрированным на некоего «А. Хаджокбарова», который был указан как сотрудник вышеуказанной военной части. В официальных документах Узбекистана в декабре 2005 года в связи с награждением орденом «Шон-Шараф» упоминался Хаджокбаров Аман Тулкунович, который указан как сотрудник Службы национальной безопасности Республики Узбекистан. Один из разработчиков SandCat сделал скриншот своего рабочего стола с подробным изображением вредоносной платформы Sharpa (Призрак в переводе с узбекского языка) собственной разработки, предназначенной для взлома и несанкционированного доступа к компьютерам и смартфонам. По словам исследователей, разработчик поместил скриншот в тестовый файл, который запускался с установленным на нём программным обеспечением Kaspersky. Скорее всего он хотел проверить возможность загружать вредонос Sharpa на компьютеры-жертвы, но по неизвестной причине использовал скриншот своего рабочего стола как часть файла Word. Таким образом специалисты лаборатории узнали о совершенной новой разработке узбекских спецслужб. На скриншоте были заметки разработчиков на узбекском языке, а также список IP-адресов тестовых машин группировки. По мнению экспертов, СГБ Узбекистана с помощью разработок группировки SandCat атаковала компьютеры и смартфоны правозащитников, журналистов, диссидентов, политических активистов и оппозиционеров. По результатам исследований стало ясно, что атаки производились преимущественно на жертв внутри Узбекистана, реже атаки производились на жертв в других странах.